# Psilotreta locumtenens
Psilotreta locumtenens là một loài Trichoptera trong họ Odontoceridae. Chúng phân bố ở miền Cổ bắc.